# Sévérien et Aquila
Pour les articles homonymes, voir Sévérin et Aquila.
Sévérien et Aquila sont un couple chrétien martyrisé à Césarée de Maurétanie (Afrique du nord) vers 303. Leur hagiographie rapporte qu'ils auraient été brûlés vifs, mais il est possible que ce point ait été ajouté au Moyen Âge. Les hagiographes du Moyen Âge ont également rapporté qu'ils auraient un fils du nom de Florus, et que le nom de Sévérin figurait sur une inscription comme donateur de biens à la communauté chrétienne. Mais il pouvait tout à fait s'agir d'un homonyme, ces informations sont aujourd'hui invérifiable,. 
Leur mémoire est célébrée dans l’Église catholique le 23 janvier. 
Plusieurs saints et martyrs portent le même nom : cinq pour Sévérien et cinq Aquila (tous des hommes) sont fêtés comme martyrs dans l'Église catholique. À noter également le couple marié Aquila et Priscille de Corinthe, collaborateurs de saint Paul et dont la fête est le 8 juillet.